# Le Mesnil-Eury
Le Mesnil-Eury è un comune francese di 192 abitanti situato nel dipartimento della Manica nella regione della Normandia.

## Società

### Evoluzione demografica
Abitanti censiti